# Progresizm
Progresizm – publicystyczne określenie współczesnej tendencji w katolicyzmie sprzyjającej uznawanym za postępowe postulatom pod adresem Kościoła, takim jak liberalizacja etyki seksualnej, zniesienie celibatu, demokratyzacja struktur kościelnych, uznanie równorzędności innych wyznań, rezygnacja z roszczeń do nieomylności, poparcie lewicowego programu społecznego. Termin nowy i bardzo mało znany. Od lat dziewięćdziesiątych spotykany wśród dziennikarzy katolickich. Określenie pojawiło się w Multimedialnej Nowej Encyklopedii Powszechnej PWN na przełomie grudnia 1999 i stycznia 2000 r.
Progresizm jest współczesną formą katolicyzmu liberalnego.